# 鷲羽山下電ホテル
鷲羽山下電ホテル（わしゅうざんしもでんホテル）は岡山県倉敷市大畠（おばたけ）にある観光旅館。下津井電鉄の関連会社である株式会社下電ホテルが経営している。下津井電鉄から分社化したため下電の呼称を使用しているが、経営主体は異なる。

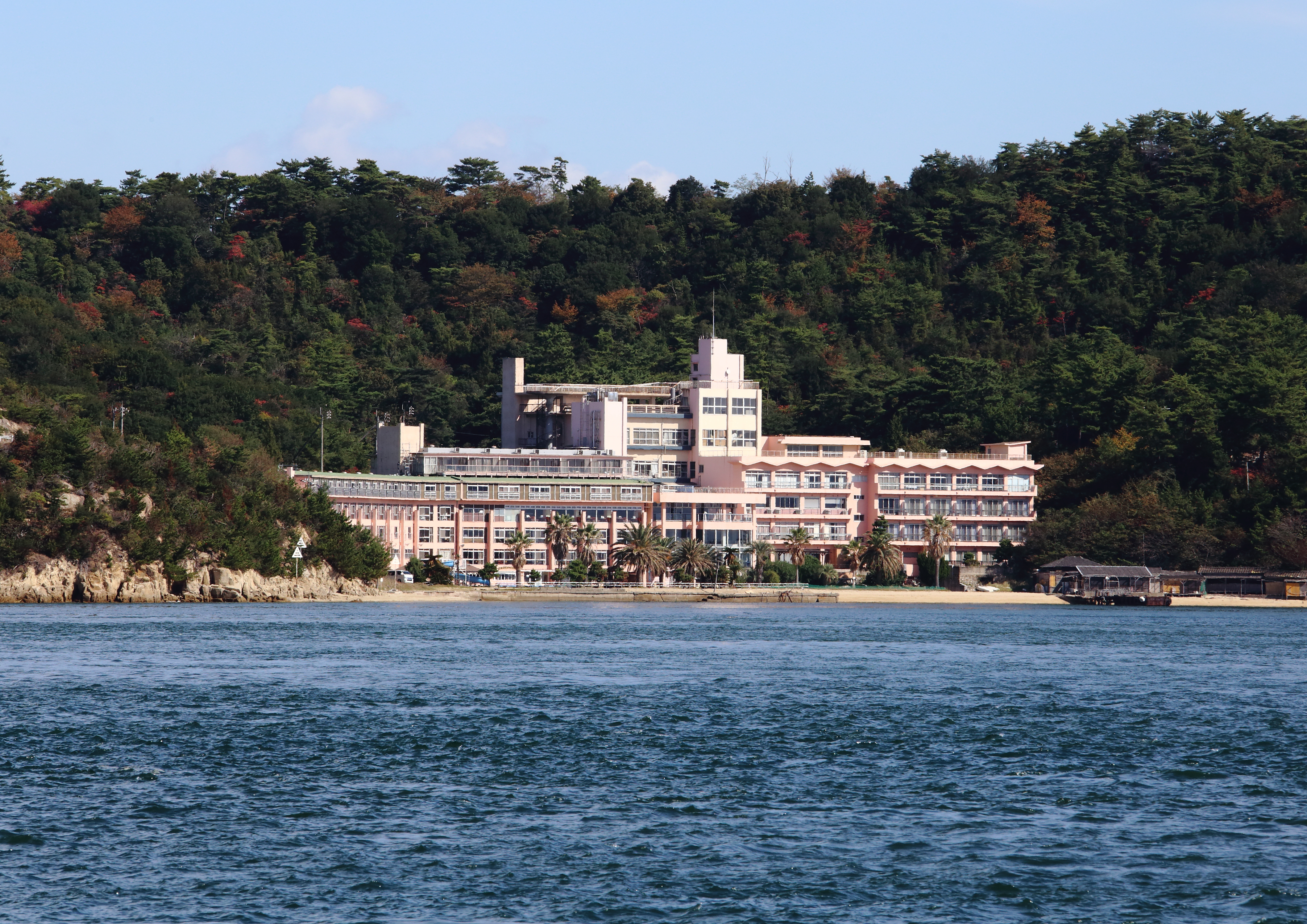
香川県坂出市櫃石島から撮影

## 概要
瀬戸内海国立公園特別景勝地区内に存在する唯一のホテル（同地区指定前から営業しているため）。夏期は大勢の宿泊客で賑わう。瀬戸大橋が全室から展望できる。

## 沿革
1932年、「鷲麓園」として創業。1955年に下電ホテルと改称。その後客室数120室、収容500名と当地最大規模を誇る国際観光旅館となる。
2009年 一棟を洋室棟「燦燦館」へとリニューアル。

## アクセス
- 岡山空港より 約40分
- JR瀬戸大橋線　児島駅より約10分
- 瀬戸中央道　児島インターチェンジより約7分

## その他
怪奇大作戦17話「幻の死神」のロケ地としても利用された。円谷プロと縁が深く、ウルトラマンAでも当ホテルをロケベースに15話「黒い蟹の呪い」を制作している。
過去ビーチを使った映画撮影、写真集、グラビア撮影などでも頻繁に使用されている（山口百恵など）。
同一県内の旅館ゆのごう美春閣とは資本関係はないが経営者が共通しているため「姉妹館」という表現を使っている。
2017年9月に、下津井駅跡に保存されていた旧下津井電鉄線の車両（クハ24とホカフ9）が、ホテル敷地内に移設された。2019年には車両をカフェにリノベーションする企画が立てられ、クラウドファンディングで資金を募り、車体の補修工事や会談の設置などをおこなった。利用方法については引き続き希望を募って検討するとしている。